# Alejandro Speitzer
Alejandro Speitzer  (Culiacán, Sinaloa, Mexikó, 1995. január 21. –) mexikói színész, énekes.

## Élete és pályafutása
Alejandro Speitzer 1995. május 31-én született Culiacánban. Karrierjét 2000-ben kezdte a Rayito de luzban. 2009-ben az Atrévete a soñar című sorozatban Raymundo Rincón szerepét játszotta. 2011-ben az Esperanza del corazón című telenovellában Diegót alakította. 

## Filmográfia

### Telenovellák
- Mentir para vivir  (2013) .... Sebastián Sánchez Bretón / Sebastián Araujo Jiménez
- Esperanza del corazón (2011-2012) .... Diego Duprís Landa
- Atrévete a soñar (2009-2010) .... Raymundo Rincón Peña
- Bajo las riendas del amor (2007) .... Antonio "Toñito" Linares Jr.
- Misión S.O.S (2004-2005).... Quechane Chale
- Amy la niña de la mochila azul (2004) .... Tolín
- Cómplices al rescate (2002) .... Felipe
- Aventuras en el tiempo (2001)....Ernesto "Neto" del Huerto
- Rayito de luz (2000-2001).... Rayito

## Díjak és jelölések
TVyNovelas-díj
| Év   | Kategória              | Telenovella           | Eredmény |
| ---- | ---------------------- | --------------------- | -------- |
| 2012 | Legjobb fiatal színész | Esperanza del corazón | Jelölés  |
| 2014 | Legjobb fiatal színész | Mentir para vivir     | Nyertes  |